# ハンプシャー郡 (マサチューセッツ州)
ハンプシャー郡（英: Hampshire County）は、アメリカ合衆国マサチューセッツ州の西部に位置する郡である。人口は16万2308人（2020年）。ハンプシャー郡の郡政府と郡庁所在地は1998年に廃止された。それまでの郡庁所在地はノーサンプトンであり、同郡で人口最大の自治体はアマーストである。
ハンプシャー郡はスプリングフィールド都市圏に属している。

## 歴史
ハンプシャー郡は1662年に、それまで編成されていなかった領域に設立され、当時はマサチューセッツ湾植民地西部の全体を含んでいた。当初からあった町はスプリングフィールド、ノーサンプトン、ハドリーがあった。当初の郡域には現在のハンプデン郡、フランクリン郡、バークシャー郡の全体と、ウースター郡の小部分が含まれていた。1683年までにスプリングフィールドの南に、ウェストフィールド（現在はサウスウィック）、サフィールド、エンフィールドの3つの町が設立された。これらの町はその一部または全体が現在のコネチカット州に入っており、コネチカット植民地とマサチューセッツ湾植民地の間に境界紛争が持ち上がった。
1731年、ウースター郡が立ち上げられ、その領域には1718年にハンプシャー郡の一部として設立されたブルックフィールドの町が含まれていた。1742年、ウェスタン（現在のウォーレン）が設立され、ウースター郡に付加されたので、ハンプシャー郡の領域が減った。さらに1749年、エンフィールド、サマーズ（1734年にエンフィールドから分離）、サフィールドの町が一方的にコネチカット植民地に入れられ、ハンプシャー郡の領域が減ることになった。1761年、ハンプシャー郡の西部からバークシャー郡が設立された。1811年には北部からフランクリン郡が、翌1812年には南部からハンプデン郡が分離設立された。

## 郡政府と政治
ハンプシャー郡は郡政府を廃止し、歴史上の地域としてのみ存在する州内8郡の1つである。元の郡政府の機能は1999年に州機関に引き継がれた。保安官など特別の任務を持った役職者は地元の選挙で選ばれ、郡内で任務を遂行している。15の町から選ばれた委員で構成されるハンプシャー行政委員会が多くの地域サービスを実行するが、郡政委員会などの組織は無い。。ハンプデン郡と共にパイオニア・バレー企画委員会と呼ばれる組織の中にある。
| 民主党 | 38,158 | 38.26% |
| 共和党 | 8,917  | 8.94%  |
| 無党派 | 51,849 | 51.98% |
| 少数党 | 815    | 0.82%  |
| 合計   | 99,739 | 100%   |

### 政治
| 年     | 民主党       | 共和党       |
| ------ | ------------ | ------------ |
| 2012年 | 70.3% 56,552 | 26.6% 21,366 |
| 2008年 | 71.5% 56,869 | 25.9% 20,618 |
| 2004年 | 69.4% 51,680 | 28.6% 21,315 |
| 2000年 | 56.2% 38,543 | 28.0% 19,202 |

## 地理
アメリカ合衆国国勢調査局に拠れば、郡域全面積は545.44平方マイル (1,412.7 km2)であり、このうち陸地529.03平方マイル (1,370.2 km2)、水域は16.41平方マイル (42.5 km2)で水域率は3.01%である。
ハンプシャー郡はパイオニア・バレーの中央部にあり、ハートフォード・スプリングフィールド「知識回廊」の北端にある。

### 隣接する郡
ハンプシャー郡はその周辺をマサチューセッツ州の郡に囲まれていることでは唯一の郡である。他の郡は全て少なくとも一つの他州に接するか、あるいは大洋に面している。
- フランクリン郡 - 北
- ウースター郡 - 東
- ハンプデン郡 - 南
- バークシャー郡 - 西

## 人口動態
以下は2000年国勢調査による人口統計データである。
| 基礎データ - 人口: 152,251 人 - 世帯数: 55,991 世帯 - 家族数: 33,818 家族 - 人口密度: 111人/km2（288人/mi2） - 住居数: 58,644 軒 - 住居密度: 43軒/km2（111軒/mi2） 人種別人口構成（2008年時点） - 白人: 91.10% - アフリカン・アメリカン: 1.96% - ネイティブ・アメリカン: 0.19% - アジア人: 3.40% - 太平洋諸島系: 0.05% - その他の人種: 1.50% - 混血: 1.80% - ヒスパニック・ラテン系: 3.42% 先祖による構成 - アイルランド系：14.7% - ポーランド系：12.8% - イギリス系：9.6% - フランス系：9.5% - フランス系カナダ人：8.5% - イタリア系：6.9% - ドイツ系：6.4% 言語による構成 - 英語：88.8% - スペイン語：3.4% - フランス語：1.7% - ポーランド語：1.4% | 年齢別人口構成 - 18歳未満: 19.6% - 18-24歳: 19.3% - 25-44歳: 26.8% - 45-64歳: 22.2% - 65歳以上: 12.0% - 年齢の中央値: 34歳 - 性比（女性100人あたり男性の人口） - 総人口: 87.4 - 18歳以上: 83.9 世帯と家族（対世帯数） - 18歳未満の子供がいる: 28.2% - 結婚・同居している夫婦: 47.4% - 未婚・離婚・死別女性が世帯主: 9.8% - 非家族世帯: 39.6% - 単身世帯: 28.6% - 65歳以上の老人1人暮らし: 10.2% - 平均構成人数 - 世帯: 2.39人 - 家族: 2.96人 収入と家計 - 収入の中央値 - 世帯: 46,098米ドル - 家族: 57,480米ドル - 性別 - 男性: 39,327米ドル - 女性: 30,362米ドル - 人口1人あたり収入: 21,685米ドル - 貧困線以下 - 対人口: 9.4% - 対家族数: 5.1% - 18歳未満: 8.2% - 65歳以上: 6.7% |

## 都市と町
村は町の中に挙げているが、町とは別の法人化された存在ではない。
| - アマースト町、人口37,819人 - アマーストセンター村 - クッシャム村 - ノースアマースト村 - サウスアマースト村 - ベルチャータウン町、人口14,649人 - チェスターフィールド町 - カミングトン町 - イーストハンプトン市、人口15,994人 - エンフィールド（クァビン貯水池設立のため廃止） - ゴーシェン町 | - グランビー町 - グリニッジ（クァビン貯水池設立のため廃止） - ハドリー町 - ハットフィールド町 - ハンティントン町 - ミドルフィールド町 - ノーサンプトン市、人口28,549人 - リーズ村 - フローレンス村 - ペラム町 | - プレーンフィールド町 - プレスコット（クァビン貯水池設立のため廃止） - サウスハドリー町、人口17,514人 - サウスハドリーフォールズ地区 - サウサンプトン町 - ウェア町 - ウェスタンプトン - ウィリアムズバーグ - ヘイデンビル村 - ウォージントン町 |

### 高等教育機関
郡内には「ファイブ・カレッジ」があることで知られている。マサチューセッツ大学の旗艦キャンパスと、著名な私立カレッジ4校がある。
- アマースト大学、アマースト町
- ハンプシャー・カレッジ、アマースト町
- マウント・ホリヨーク大学、サウスハドリー町
- スミス大学、ノーサンプトン市
- マサチューセッツ大学アマースト校

コンソーシアムであるファイブ・カレッジInc.が大学間の授業相互乗り入れを可能にしており、またキャンパス間のバスも運行している。